# ホラント級駆逐艦
ホラント級駆逐艦 (オランダ語: Holland klasse Onderzeebootjager) は、オランダ海軍の駆逐艦の艦級。計画名は47A型。

## 設計
本級は、オランダ海軍の戦後第1世代の国産戦闘艦として開発された。船型は長船首楼型とされており、船体形状は同世代のイギリス駆逐艦に範をとったものとなった。上甲板および舷側には装甲が施されているが、これはこの大きさの艦としては異例な措置であった。この他にも、水密区画の設計に意が払われているほか、船質にはA52調質高張力鋼が採用されるなど、抗堪性に配慮した設計がなされている。これによる重量増を補い、復原性を改善するため、上部構造物などには可能な限りアルミニウム合金が採用された。また建造にあたっては、全体に電気溶接が導入されている。
前檣は4脚のラティスマストであるが、前部煙突との位置関係を含めて風洞実験が繰り返されており、その成果は空母「カレル・ドールマン」やトロンプ級軽巡洋艦、デ・ロイテル級巡洋艦の艤装に反映された。ただし当初はポールマストを設置して竣工し、1955年にラティスマストに改装した。
主機関は、元々はチェリク・ヒッデス級用として取得されたものであり、1940年5月に一度はナチス・ドイツに接収されたが、1945年に奪還していた。これらの機関が本来据え付けられるはずだったチェリク・ヒッデス級の船体よりも本級の船体のほうが大きく、主機の出力には余裕が乏しかったが、それでも海上公試では、ほとんどの装備を搭載した状態だったにもかかわらず40.3ノットの速力を記録している。

## 装備
本級に求められた任務は下記の通りであった。
1. 任務部隊・輸送船団の対潜防護
2. 対潜掃討群あるいは単艦での攻勢的対潜戦
3. 任務部隊・輸送船団の防空の補完
4. 輸送船団での対水上防護

このように、一義的には外洋での対潜艦として要望されたことから、ヨーロッパで初めて、大口径の対水上戦用魚雷をもたない駆逐艦となった。砲熕兵器は、チェリク・ヒッデス級と同様にスウェーデンのボフォース社によって供給されており、対空・対水上火力としては、レーダー射撃可能な46口径120mm連装砲を艦首尾に1基ずつ装備した。一方、復原性確保のため対空機銃は削減され、当初は57mm単装砲7門が搭載される予定だったが、結局はボフォース 70口径40mm機銃1門が2番煙突前方に搭載されたのみとなった。なお1950年代後半には、120mm連装砲をミサイル発射機に換装する計画もあったが、これは実現しなかった。
レーダーは国産化が図られており、前檣上に目標捕捉用のDA-01、後檣上に早期警戒用のLW-02を搭載した。ただし開発が竣工に間に合わず、1957年から1958年にかけて後日装備された。

## 同型艦

### 一覧表
| #    | 艦名                                   | 造船所                        | 起工      | 就役       | 退役   |
| ---- | -------------------------------------- | ----------------------------- | --------- | ---------- | ------ |
| D808 | ホラント HNLMS Holland                 | ロッテルダム                  | 1950年4月 | 1954年12月 | 1978年 |
| D809 | ゼーラント HNLMS Zeeland               | ロイヤル・ スヘルデ           | 1951年1月 | 1955年3月  | 1979年 |
| D810 | ノールトブラバント HNLMS Noord Brabant | ロイヤル・ スヘルデ           | 1951年3月 | 1955年6月  | 1974年 |
| D811 | ヘルダーラント HNLMS Gelderland        | ウィルトン・ フェイエノールト | 1951年3月 | 1955年9月  | 1973年 |

### 運用史
1948年に対潜駆逐艦として12隻の建造が計画されたが、本級は4隻が起工されたのみにとどまり、残り8隻は改良・発展型のフリースラント級として建造されることとなった。建造された4隻は1951年から1953年にかけて順次に就役した。
これらは戦時急造艦として配備されていたS級駆逐艦及びN級駆逐艦を代替して、フリースラント級とともに、冷戦期初期において艦隊の主力を担った。しかし戦後第1世代の駆逐艦であることから船体の老朽化・装備の陳腐化が進み、1970年代に入って、フリースラント級とともに一括してコルテノール級フリゲートによって更新され、1979年までに順次に退役して運用を終了した。ネームシップである「ホラント」は、退役後の1982年、ペルー海軍へ売却され、「ガルシア・イ・ガルシア」（García y García, DD75）として再就役し、1986年まで運用された。「ノールトブラバント」は1974年1月9日の事故で大破（乗員2名が死亡）して退役、「ヘルダーラント」は実習艦に転用するためもっとも早期に退役し、アムステルダムに係留された。